# Leplesmagvúak
A leplesmagvúak (Gnetophyta) a növényvilág (Plantae) egyik törzse. Régi osztályzások szerint (Soó Rezső, Hortobágyi Tibor) a nyitvatermők (Gymnospermatophyta) egyik altörzse Chlamydospermatophytina. A kladogramon a toboztermők (Pinophyta) egyik elágazásaként keletkeznek, együtt valószínűleg monofiletikus csoportot alkotnak, ezért egyes kutatók a fenyők egyik altörzsének tekinti Gnetophytina néven. A fenyőkkel való rokonságot már Soó Rezső is felveti munkáiban, és a csikófarkokat (Ephedropsida) az akkori fenyők altörzsébe ("Coniferophytina") helyezi. A Hortobágyi-rendszerben aztán átkerülnek a Chlamydospermatophytina altörzsbe, a gnétumok és Bennettitopsida mellé. Ma már tudjuk, hogy a három osztályuk biztosan fejlődéstörténeti egységet alkot, a Bennettitophyta nélkül, melyek a magvaspáfrányok (Pteridospermatophyta) után ágaznak le a kladogramról.

## A Gnetophyta osztályainak jellemzése

### Gnétumok(Gnetopsida)
Fa vagy cserje alakú trópusi esőerdei növények. Leveleik hálózatos erezetűek, a kétszikűekére hasonlítanak, így a paleofitológusok is gyakran keverik a kettőt lenyomatvizsgálatoknál. A fájukban a tracheidákkal vegyesen állnak tracheák. Központi bélszövet itt is megtalálható bélsugarakkal. Kétlaki növények, a porzós virágzat a következő módon épül fel: egy tagolódott nyélszerű hajtás ízein körkörösen állnak a négy pollenzsákos porzók. A termős virágzat hasonlóan nyélen ülnek, több szinten, körben. Megtermékenyítés után a magot húsos, később kiszáradó „termés” burkolja. A Gnetum gnemon termesztett növény a trópusokon, a nem mintegy 40 fajt számlál.

### Welwitschopsida
A családba egyetlen nemzetség, tartozik, és az mindössze egyetlen, szélsőségesen szárazságtűrő, sivatagi fajt számlál: ez a velvícsia (Welwitschia mirabilis).

### Csikófarkok(Ephedropsida)
A fájukban a tracheák átveszik a szerepet. Leveleik elcsökevényesedtek, a szár fotoszintetizál. Vesszős cserjék, szárazságtűrőek. Kétlakiak. A termős nőpéldányok tobozpikkelyei elhúsosodtak, ezek tövében vannak a leples magkezdemények, melyekből – a Welwitschiákhoz hasonlóan – bibeszálszerű szövetszál bukkan ki, ide kerülnek a pollenszemcsék. A hímvirágzat ugyancsak tobozszerű, itt a porzók a pikkelylevelek mögött állnak, csak a portokok bukkannak elő – mint az előbbi osztálynál. Rovar- vagy szélbeporzásúak, de az előbbi jellemző inkább. Egyetlen nemzetség, mintegy 40 fajjal. Magyarországon a Kiskunság homokbuckáin él a közönséges csikófark, amelynek itt van elterjedésének északi határa. Dél-Európától Kínáig él.